# 諾門罕戰役
诺门罕战役（亦称作“诺门坎战役”，苏联与蒙古称“哈拉哈河战役”、“哈拉欣河战役”；日本称“诺门罕事件”）是1939年5月至8月以日本帝國和滿洲國為一方，苏联和蒙古人民共和國為另一方而進行的邊界戰爭。日本稱1939年5月11日至6月上旬的事件為第1次諾門罕事件，此後至1939年9月16日停火為止，稱為第2次諾門罕事件。蘇聯方面指揮這場戰役的統帥是朱可夫、日方主将則為小松原道太郎。雖然這場戰爭規模很大，但蘇、日雙方並沒有向對方正式宣戰，戰爭的結果以日本關東軍的失利和蘇聯的獲勝為結局，但蘇聯並無意進一步擴大戰事。爲此蘇聯在1941年4月與日本締結了《蘇日中立條約》，雙方暫時停戰並保持滿洲國和蒙古人民共和國領土的不可侵犯性，此後兩國在二戰中一直維持和平狀態，直至蘇聯在1945年8月8日对日本宣戰並發動八月風暴行動為止。

## 背景

### 雍正界線
1734年（雍正12年），清廷设立呼伦贝尔副都统衙门管理索伦、巴尔虎等部落的牧地，并划定新巴尔虎两翼八旗与喀尔喀蒙古车臣汗部各旗的行政区边界，沿边界线设立了16个卡伦，其中一个卡伦就是「诺门罕布尔德」。在诺门罕地区，边界线划在哈拉哈河以东约15公里至20公里处，史称“雍正界线”。哈拉哈河發源於大興安嶺西側、摩天嶺北坡的達爾賓湖，屬於額爾古納河水系，流經杜鵑湖，並匯集於蘇呼河和古爾班河等支流，幹流由東向西經阿爾山伊爾施鎮流入中蒙交界的貝爾湖，進入蒙古國境内流經距離大約41公里長，之後又與現在的中國邊界接壤形成了一段界河，最終又折返中國境内，并以其他河流會合最終注入呼倫湖，河流全長399公里。
1912年後中华民国政府仍以“雍正界线”作为两个部族间的行政界线，如1919年中华民国交通部邮政总局发行的《中华邮政舆图》。

### 滿蒙國界
1924年蒙古人民共和國建立之後，外蒙古方面主張維持河流界限劃定的現狀。九一八事變之後，日本扶植的滿洲國於1932年成立。日满当局早期也承认“雍正界綫”，如1932年日本東亞同文書院發行的地圖，1932年东京朝日新闻专卖社发行的《最新大满洲国地图》，1935年以前滿洲鐵路出版局發行的地圖以及1919年、1926年和1934年关东州政厅發行的地圖等，在河流流經外蒙古境内的區域，都以哈拉哈河東岸約20公里处爲國境綫。
但是1937年秋天之後，日本關東軍主張這段流入外蒙古境内的河流應視爲滿洲國與蒙古人民共和國的國境綫，並向河東岸派出了邊防警備隊，這導致雙方圍繞著是否應視這段河流屬於界河而引發領土糾紛，並最終導致了大規模邊境戰爭的爆發。

## 日蘇雙方軍事部署

### 日滿軍事企圖與苏蒙防務合作
1932年9月15日签署《日满议定书》。第二条规定：“满洲国及日本国确认对于缔约国一方之领土，及治安之一切之威胁，同时亦为对于缔约国他方之安宁及存立之威胁，相约两国协同当防卫国家之任，为此所要之日本国军驻扎于满洲国内。”以该议定书为基础，日满军事协定委员会制定了《日满守势军事协定案》，规定当一方或双方遭到第三国侵略时，两国军队将在日本国军事指挥官的统一指挥下行动。1932年起，日军开始以四年计划旨在充实驻满洲兵力、改善装备等应急的军备建设。
苏军从1933年春开始构筑坚固的边境阵地，并开始增兵。1934年6月，远东苏军有11个步兵师、2个骑兵师、650辆坦克、500架飞机，总兵力约23万人；日军驻满兵力只有3个师、1个机械化旅、骑兵集团、3个独立守备队、约80架飞机，兵力约5万人，加上日军驻朝兵力，也不及远东苏军的十分之三。日本陆军参谋本部认为，在与苏军远东兵力的对比上，驻满洲和朝鲜的兵力至少要始终保持相当于苏军的十分之八，并尽早将航空兵力增强到相当于苏军十分之八的水平；以此为目标，迅速扩充军备。
1935年初，关东军在满洲国西北地区（呼伦贝尔）的军事部署基本就绪，关东军直属骑兵集团下辖骑兵第1旅团、骑兵第4旅团，由笠井中将指挥，不断在满蒙边界制造军事挑衅摩擦，试探蒙古人民共和國軍事實力和反應。1935年1月，蒙满双方争夺哈拉哈庙的所有权，发生武装冲突，日军出动驻海拉尔的骑兵部队，未经交火就占领了哈爾哈廟，日本将这次武装冲突称为“哈爾哈廟戰鬥”。1935年日蒙之间发生了176次边境军事冲突。经日苏交涉，满蒙双方在1935年6月至1937年9月在满洲里召开“满蒙国境会议”，解决双方边界线问题，史称“滿洲里會議”。满洲国代表团正式成员共4人，首席代表为兴安北省省长凌陞，还有：兴安北警备军司令官乌尔金少将，满洲国军政部部员斋藤正锐陆军少佐（实际是关东军驻海拉尔特务机关长），满洲国外交部政务司长神吉正一。由于骑兵兵种单一，加上重武器不足，难以胜任对蒙古的威慑挑衅目的。关东军于1936年2月由驻公主岭的獨立混成第1旅團抽调摩托化歩兵1個大隊、山砲1個小隊、戰車1個中隊（輕装甲車9輛）组成一个特遣支队，支队长澀谷安秋大佐，进驻海拉尔，暂配属于骑兵集团长笠井中将指挥，松村黄次郎中佐指挥的海拉尔陆航战斗机部队担任空中支援。
1936年3月12日《苏蒙互助议定书》签订，共有两条：“蒙古或苏联的领土一旦受到第三国进攻的威胁时，苏联政府和蒙古政府约定立即就此情势进行协商，并采取为他们领土的保卫和安全所必要的一切措施。”“如果缔约国一方遭受军事攻击时，他们应互相给予包括军事援助在内各方面的援助。”1936年3月29日《苏蒙互助协定书》对外公布。

### 戰前小規模衝突
1936年3月30日，日本关东军渋谷支队1500人乘汽车50辆、装甲车12辆、坦克4辆，从贝尔湖西岸阿萨尔庙地区入侵蒙古境内阿达格多兰地区，蒙军騎兵300騎，摩托化歩兵1個连，装甲車約10辆（45mm砲装備）击溃日满军，日军装甲车全部被击毁，指揮轻型装甲車车队的平本鈴雄少尉被击毙，涩谷率部撤回海拉尔重新整頓（阿达格多兰事件）。1936年4月日本参谋本部发布的命令(“临命第323号”)，废除了关东军司令官对“满洲国”边境地区实施军事行动须向参谋本部总长实行事前报告的规定，允许其在认为必要的情况下，在“满洲国”全境范围内随时随地调动和使用兵力。1936年5月，日蒙双方交换了阿达格多兰事件中各自俘获的12名战俘以及收敛的对方尸体。
1936年8月7日，日本首相、外相、陆相、海相和藏相组成的日本最高军政联席会议-五相会议，通过《国策基准》：

陆军军备，以对抗苏联远东所能使用的兵力为目标，特别应充实在满洲与朝鲜的兵力，使在开战初期即能对其远东兵力加以一击。

1936年12月，苏联在苏蒙边境苏方一侧驻扎机械化部队及骑兵等快速部队，准备在蒙古受到武装攻击时可以快速反应。1937年9月，苏联红军第57特别军进驻蒙古，与蒙古共同建设防御工程。
1938年7月日本陆军第二十三师团从日本进驻海拉尔，原驻呼伦贝尔的关东军直属骑兵集团调往蒙疆参加对华战争。1938年7月30日，日、俄兩軍在滿、蘇、朝交界的张鼓峰便因為邊界糾紛發生武裝衝突，結果十日後的8月10日雙方議和，签订停戰協定。
1939年4月，关东军第一课作战参谋辻政信少佐《满苏国境纠纷处理纲要》，经关东军司令官植田谦吉大将的许可后，作为关东军第1488号作战命令，于4月25日向联队级以上军官直接传达该纲要的实施命令。该纲要的基本方针规定，“对满苏国境之苏军非法行为，经周密准备予以彻底膺惩，使其慑服，粉碎其野心”，必要时可暂时进入苏联领土。该纲要第四条还明确指出“在国境线不明确的地区，防卫司令官有权自主地进行国境线认定”。

## 事件經過

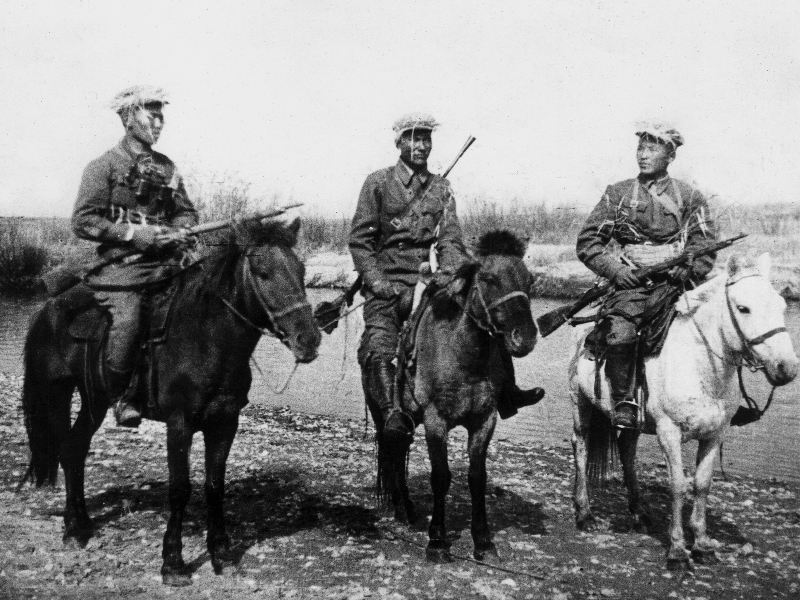
諾門罕戰役的蒙古騎兵

1939年5月4日，約七至九十名蒙古人民革命军第24国境警备队騎兵在哈拉哈河以東、諾門罕附近的地區（今中國內蒙古呼倫貝爾西南部，阿爾山以西）放牧。兴安北警备军骑兵第3连驻锡林陶拉盖哨所的一个班士兵立即开枪阻截，并上马追赶，将蒙古牧马人和马群赶回西岸。随后，蒙古人民革命军的50余名骑兵武力攻占了设在满洲、蒙古两国争议地区的满洲国边境警备部队的锡林陶拉盖哨所。日本及满洲国認為滿、蒙邊境應該在哈拉哈河，哈拉哈河以东為满洲国國土；而蘇、蒙則認為邊界在河東約十六公里，諾門罕的東面，該地為蒙古國領土。

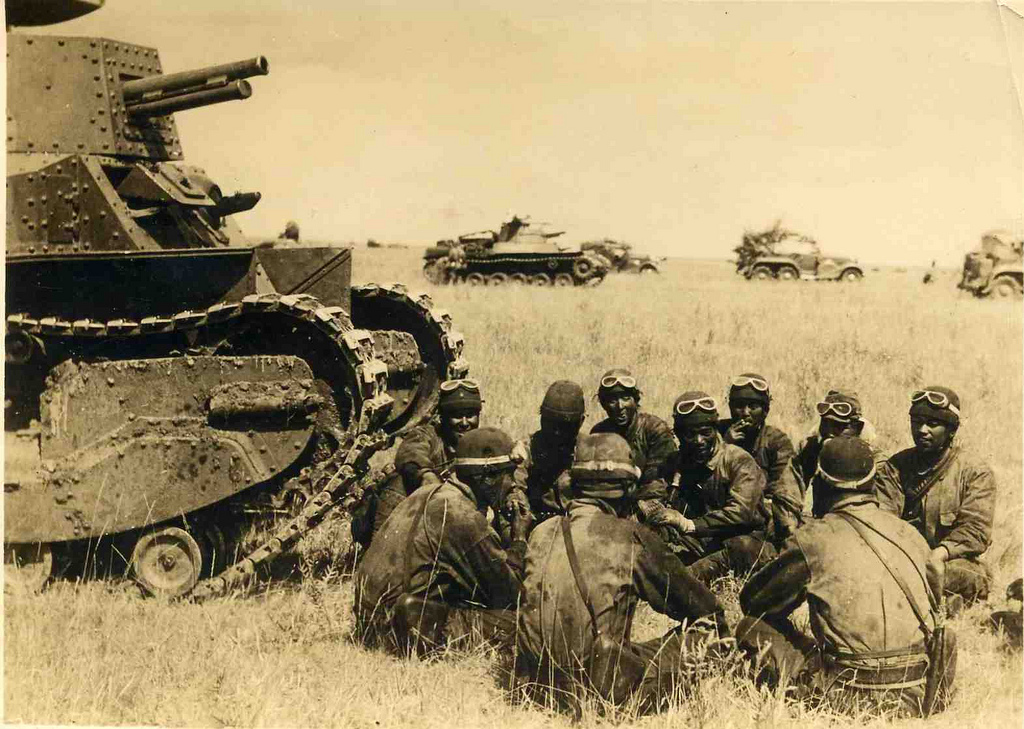
日軍八九式中型坦克

### 第一次諾門罕事件
此時日本關東軍在滿洲國之領土呼籲下決定干涉。5月13日或5月14日，隸屬關東軍小松原師團的骑兵联队長東八百藏中佐指揮本部200余日本骑兵、满洲国兴安北警备军骑兵第8团約400满洲國士兵，并出动5架轰炸机投掷60多枚炸弹。蒙古方面伤亡了30余人之后，于15日主动撤向了河西。
此時蘇聯政府依据《苏蒙互助议定书》介入，決定干預蒙古戰事。苏联将第11坦克旅开往哈拉哈河地区，同时命令驻在乌兰乌德的摩托化步兵第36师一部向哈拉哈河集合，并将第57特别军司令部从乌兰巴托迁到距哈拉哈河125公里的塔木察格布拉格，苏联的飞机也不断在发生战事的地区集合，并在诺门罕地区进行飞行侦察。5月22日至24日，苏联空军与日本关东军第2飞行集团在諾門罕上空展开了大规模的空战。日军夺去了制空权。
5月24日蒙古骑兵第6师（辖骑兵第15、第17团，每个骑兵团由2个骑兵连和1个机枪连组成，师直装甲车营、炮兵营等）渡过哈拉哈河，击退滿州國骑兵，并在哈拉哈河以东10千米处据733高地、731高地设置防御阵地。苏军坦克第11旅的摩托化步兵营（辖摩步第1、第2、第3连）以第2、第3两个连部署在蒙军北、南外侧，第1连部署在浮桥以西担任预备队。苏军摩步第36师第149团（欠一个营，团长伊万·列米佐夫少校）位于哈拉哈河前线以西120千米外的塔木察格布拉格作为总预备队。苏军总兵力为1100人，蒙军为1257人。
师团长小松原中将于5月25日下午到达甘珠尔庙，召开军事会议听取侦察报告。小松原认为消灭越境的蒙军的时机已成熟，不久前才接到《满苏国境纠纷处理纲要》，小松原师团长有权在边境线不明的地区，自行判断和划定国境线，为了达到这个目的，有权自行决定动用武力。因此，小松原师团长命令步兵第64联队长山县武光大佐率队发起攻击。其作战部署是：
- 东八百藏中佐率领师团骑兵联队一部穿插迂回到苏蒙军后方夺取或摧毁胡鲁斯台河汇入哈拉哈河的河口处浮桥，切断哈拉哈河东岸苏蒙军退路。搜索队实力为：一个骑兵中队、一个装甲车中队，共有220人。装备九二式装甲车12辆、重装甲车1辆。
- 山县大佐统帅“山县支队”主力从正面攻击。实力为第64联队第3大队（谱久村安英少佐，辖第9、第10、第12中队；欠第11中队）、第4中队（欠二个小队）、第64联队的炮兵中队（3门41式山炮）、第64联队的反坦克炮中队（4门94式反坦克炮）。兵力约800人。
- 在山县支队左侧是立川大尉率领第4步兵中队的1个小队（配属有滿州國骑兵），沿胡鲁斯台河的北岸向河口处前进。
- 在胡鲁斯台河的南岸，满洲国兴安北警备军骑兵第8团约450人与立川小队夹河平行前进。
- 浅田忠义少尉率领第4步兵中队的“浅田小队”，共有32人，在战线最北侧前出至胡鲁斯台河注入哈拉哈河的河口以北6公里处。
- 后藤亲大尉率领第11步兵中队在战线最南侧前出至哈拉哈河。

以上各部构成山县支队，总兵力约1600人日军，另配属450余名滿州國骑兵。山县支队各部于27日夜间出发；计划于28日清晨5时整同时发起进攻，歼灭哈拉哈河东岸苏蒙军。作战依据是“俄军一旦后路被断，马上就会全线崩溃”的日俄战争的“老经验”。
5月28日凌晨4时至5时40分，苏军坦克第11旅摩步营营长贝科夫少校率领摩步第1连，将迂回偷袭的东八百藏中佐搜索队阻击在距离浮桥1.7千米处。28日中午13时，东八百藏中佐向支队发出求援，但仅在下午17时获得了浅田小队的增援。28日21时入夜之后，东搜索队准备发扬日军传统的“夜战”优势转入反攻，但列米佐夫中校率领苏军摩步第149团从塔木察格布拉格赶到战场。苏军随即在河西岸的3部探照灯照射下对东搜索队发起总攻。激战持续数小时，东八百藏搜索队击退了苏军进攻，死伤91人（包括骑兵中队长、装甲车中队长）。29日凌晨3时30分，苏军恢复进攻，从三面迫近东搜索队阵地。29日下午14时，东中佐下令伤兵突围。15时东搜索队只剩下25人。18时，东八百藏中佐实施了最后的自杀突击。
此战東中佐之搜索隊軍力減損63%：8名軍官和97名士兵被殺，1名軍官和33名士兵負傷。列米佐伕中校所率蘇軍之傷亡具體人數不明。
29日21时，小松原师团长派遣第71联队第2大队马场进少佐带领的第5中队、联队炮中队、反坦克炮中队，总共381人，分乘40辆汽车增援，于30日下午到达战场。苏军以为日军大部队前来增援，因此主动撤回哈拉哈河西岸。
战后，小松原师团长向上级报告此战取得了辉煌大胜，击毙蒙古國骑兵第6师师长沙日布、全歼蒙骑第6师骑兵第15团；命令井置中佐重新组建师团的骑兵联队。东京的参谋本部发来的“参字547号电”，对23师团的胜利表示祝贺。

### 第二次諾門罕事件

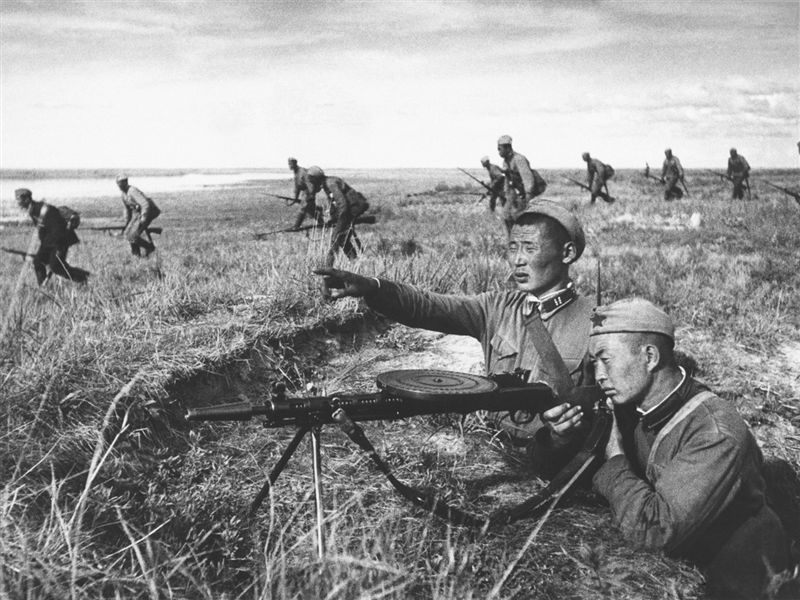
戰場上的蒙軍士兵

諾門罕邊境衝突發生後，作爲蘇聯在東京的佐爾格間諜情報網成員之一的布蘭克·武凱利奇以法國哈瓦斯通讯社記者的身份趕赴諾門罕前綫采訪，根據他所收集的情報以及綜合判斷，就戰局的走向，6月4日佐爾格給蘇聯最高領導層發出了如下電文：“日本方面並沒有與蘇聯發生全面戰爭的意圖，但不排除衝突有可能升級為大規模戰爭。迄今爲止，日本軍隊尚未經歷過嚴重挫折，因此日本陸軍尤其是關東軍愈加變得肆意妄爲。爲避免使蒙古國境綫的戰爭衝突陷於長期化，我建議對日本只能采用大棒手段，對關東軍施以堅決打擊。”
收到情報之後，蘇聯方面在六月期間開始向諾門罕附近，哈拉哈河兩岸增兵，并將大批軍需物資通過西伯利亞鐵路火速從蘇聯調往諾門罕前綫。6月5日斯大林解除了尼古拉·費克連科前綫總指揮的職務，改由朱可夫負責指揮。1939年6月12日，朱可夫被蘇軍最高統帥部任命爲第57特别军軍長。他到达塔木察格布拉格後，開始集結兵力，儲運軍需，在塔木察格布拉格、桑贝斯（今喬巴山）等地開闢野戰軍用機場，蘇軍戰鬥機開始在空中与日機周旋。雖然戰場距離最近的鐵路站點烏蘭巴托有750公里之遙，但苏军拥有充分的机械化后勤能力：朱可夫為了戰爭準備調用了2,600輛客貨車運輸士兵及作戰物資，這在1930年代的蘇聯軍隊可說是大規模的補給能力，從烏蘭巴托出發車輛需行駛5天才能抵達戰場。
駐莫斯科日本大使館的武官土居明夫6月初乘坐火車從莫斯科返回滿洲國新京（長春）途中，目睹了大批軍用車輛以及貨運物資運往前綫，因此他對關東軍作戰參謀部提出了告誡說：“從種種跡象來看，這次蘇聯決心要通過這場戰爭與日本一決雌雄，關東軍應以全部主力應對，必要時可以考慮從日本本國增兵，如果無法做到，可以考慮撤兵避免衝突的妥協方案”。但是土居明夫的提案被辻政信等關東軍參謀作戰部高級軍官斥為軟弱，關東軍并沒有重視這個情報，認爲關東軍對付蘇蒙聯軍綽綽有餘。
六月下旬，日滿聯軍發動反攻。6月27日關東軍第二航空大隊出動重型轟炸機24架、輕型轟炸機6架、戰鬥機77架，對蘇蒙軍的塔木斯克機場與另外兩個空軍基地進行了偷襲，這次的偷襲給蘇軍的空軍造成了一定損失。關東軍發表戰報為：日軍擊落蘇軍飛機99架、擊毀25架，塔木斯克空軍基地半數遭到摧毀。6月30日第23师团小松原团長下達進攻命令，從北面分兩路進攻哈拉哈河以東的蘇軍。當中部分兵力更在7月1日渡過哈拉哈河，在河的西岸意圖阻隔蘇軍的援兵，及切斷河東蘇軍的退路。朱可夫集合約二百輛坦克及三百輛裝甲車，以裝甲兵反攻，同時在前線開設更多的野戰機場，讓戰鬥機可以更有效地維持戰場空優。7月3日，日軍決定撤回河東岸。而河東的日軍亦未能將蘇軍擊退。雙方從後方增調炮兵增援。
7月4日中午，苏军坦克第11旅、装甲车第7旅与日军安冈战车部队在巴尔其嘎尔高地展开战斗，在正面七公里宽的战场上苏军80辆T28坦克和12辆T130喷火坦克及三百余量的装甲车在机枪第5旅的掩护下，将安冈的97辆九五式坦克和37辆装甲车包围，苏军的大炮炮击准确隔离了安冈坦克师与步兵和炮兵的连接部，双方坦克展开冲锋，日军战车第3联队长吉丸清武大佐乘坐的指挥车被击中，车毁人亡，日军坦克被击毁四十余辆，37辆装甲车全部被击毁，残余的坦克逃回将军庙。7月5日，日軍完全撤出哈拉哈河西岸，之後的戰鬥集中在東岸展開。
日軍在七月底的一次反攻仍然未能將蘇軍驅離河東，雙方在夏天一直維持僵持；至7月22日日軍第23師團已經戰死1,085人、戰傷2,436人、戰病748人、失蹤24人，合計損失4,293人。朱可夫在7月底則下令軍團後撤30公里，讓野戰部隊重新學習步兵、砲兵、裝甲兵之多兵種協同作戰，這段時間為蘇軍士官兵的惡補使得在8月份攻勢時蘇軍展現較7月份作戰要更好的戰術素養。
8月20日，蘇軍在朱可夫的指揮下，在三十公里長的前線發動主力進攻。蘇軍投入總兵力約五萬七千人，坦克524台，装甲车385辆，火炮542门，飞机500架。北翼最先以機械化步兵進攻，吸引日軍增援。中部則以步兵牽制日軍主力。南翼集中一個步兵師、一個裝甲旅，約一萬人及三百部坦克，配合火炮、空軍快速向北迂迴，從側翼包圍河東的日軍。8月20日，蘇軍渡河。
日軍的作戰策略則是以前綫部隊阻擋敵軍進攻，等待蘇軍的進攻力減弱後，以援軍從側面包圍蘇軍。但是蘇聯閃電戰式的立體機動作戰，特別是大量投入的裝甲兵，突破日軍防線。8月24日，蘇軍南北兩翼在諾門罕合圍。兩個日本關東軍師團（第7師團及第23師團）的主力被包圍。8月27日，日軍最後突圍。
此次戰役後：
- 参谋总长闲院宫载仁亲王留任
- 参谋次长中島鉄蔵（日语：中島鉄蔵）中将转入预备役，沢田茂（日语：沢田茂）中将继任
- 参谋本部第一部（作战部）部长橋本群（日语：橋本群）转任参谋本部附，次年一月转入预备役；富永恭次（日语：富永恭次）少将继任
  - 作战课长
- 关东军司令官植田谦吉大将转入预备役，梅津美治郎中将继任
- 关东军参谋长矶谷廉介中将转入预备役，飯村穣中将继任
- 关东军参谋副长矢野音三郎转任参谋本部附，远藤三郎继任
  - 关东军司令部第一（作战）课长寺田雅雄（日语：寺田雅雄）解职，有末次（日语：有末次）接任
    - 主任作战参谋服部卓四郎中佐解职，中山源夫（日语：中山源夫）中佐接任
- 前线总指挥、第二十三师团长小松原道太郎转入预备役，一年后病死；井上政吉继任
  - 第二十三师团参谋长大内孜（日语：大内孜）骑兵大佐战死，继任参谋长岡本徳三（日语：岡本徳三）在突圍時一隻腳被手榴彈炸斷，住院时被患有精神病的军校同学米冈米吉大佐砍死。
  - 第二十三师团兵器部長近沢義美（日语：近沢義美）大佐阵亡
  - 第二十三师团步兵团长小林恒一（日语：小林恒一）少将伤残
  - 第64联队长山県武光（日语：山県武光）大佐阵亡
  - 战车第3联队长吉丸清武大佐阵亡
  - 第71联队长森田徹大佐阵亡
    - 第71联队附、代理联队长东宗治中佐阵亡

  - 第15飞行战队长安倍克巳（日语：安倍克巳）大佐阵亡
  - 工兵第24联队长川村質郎大佐阵亡
  - 野炮兵第13联队长伊勢高秀大佐阵亡
  - 第2飞行集团参谋岛贯忠正中佐阵亡
  - 穆棱重炮兵联队长染谷义雄中佐战场自杀
  - 第23师团搜索队长东八百藏中佐阵亡
  - 步兵第72联队长酒井美喜雄（日语：酒井美喜雄）大佐负伤住院时自杀
  - 第1飞行战队长原田文男少佐击落俘虏

## 参战序列

### 苏军
第57特别军：1937年9月4日在外蒙古成立。军长伊萬·斯捷潘諾維奇·科涅夫师级指挥员，1938年6月晋升军级指挥员，1938年9月8日调任红旗第二集团军司令员，第7装甲车旅旅长尼古拉·弗拉基米罗维奇·费克连科（师级指挥员）接任军长。1939年6月11日，国防人民委员伏罗希洛夫免去军长费克连科和航空兵司令卡利尼切夫的职务，任命师级指挥员朱可夫为军长；参谋长米哈伊尔·安德烈耶维奇·波格丹诺夫（旅级指挥员）。7月19日，苏联国防人民委员会第0036号命令，第57特别军重组为第1集群。1939年9月9日，该部包括：25809人（含军官2622人）、265辆坦克、281辆装甲车、107架飞机、516门炮、5046辆汽车。
- 第36摩步师：外贝加尔军区的常备部队，1938年从赤塔调驻外蒙古。缺乏现代步兵训练，不会夜间作战行动，在无良好情报情况下盲目行动，指战员不会侦察。
- 第57步兵师：外贝加尔军区的常备部队。
- 第82步兵师（俄语：82-я стрелковая дивизия (1-го формирования)）：紧急从乌拉尔军区动员的架子师。师指挥机关及人员缺乏训练，部队各级指挥员难以保持纪律，充斥作训不良兵员。该师有30%属于无任何训练的超龄人员。第603步兵团尤其差。朱可夫撤换了该师师长，加强该师量政工，补替指挥人员，清除异己分子和不稳定分子，全师人员士气有了提升，在7月22日至25日的作战中作战表现较好，打退了日军进攻。该师炮兵部队表现有进步，但还未凝合成整体。
- 机枪步兵第5旅：紧急动员的民兵架子部队。骨干人员被补入的人员稀释，全旅3分之2人员训练匮乏或完全无训练。旅长费德洛夫中校在战场上抛下部队逃走。
- 第7装甲车旅：1937年8月12日调入外蒙古，部署在扎门乌德。旅长为费克连科上校。1938年8月15日装备了轻型装甲车21台，中型装甲车74台。
- 第8装甲车旅：1938年7月23日由装甲车特别团扩编组建。善于边防与内务行动，不擅长野战。1938年8月15日装备了BT-5高速轻型坦克36台，T-37A小型两栖坦克8台，轻型装甲车21台，中型装甲车74台。
- 第9装甲车旅：外贝加尔军区的常备部队。善于边防与内务行动，不擅长野战。1938年8月15日装备了轻型装甲车21台，中型装甲车74台，T-26坦克改装的牵引车5台。
- 第6坦克旅：外贝加尔军区机械化20军的常备部队。7月5日向外蒙古派出第一个坦克营。7月下旬才抵达战场。指战员训练充分，装备轻型快速坦克BT-5、BT-7、轻型坦克 T-26、轻型化学（火焰喷射器）坦克 HT-26、小型两栖坦克 T-37A、坦克 T-27 和装甲车 BA-6 , BA-20, FAI，向先参战的坦克11旅学习作战经验、了解日军战术，演练步坦协同。缺少摩步机枪营和卫生连。
- 第11坦克旅：1936年部署于外蒙古。1938年机械化特别旅在温都尔汗改为第11轻型坦克旅。战前作训准备令人满意，指挥人员独立作战时表现良好、大胆坚定、有领导力。7月3日重要且艰巨的任务完成出色，尽管付出较大损失。该部缺少与步兵炮兵协同作战能力。战役后其该旅指战员获得了大量步炮协同经验，政工动员及高涨士气。补充了兵员，改善了装备物资，BT-5坦克换装为BT-7坦克。
- 伞兵第212旅
- 重炮兵炮兵部队（具体番号不明）
- 182炮兵团
- 第152步兵师第1步兵团
- 混合航空兵第100旅：1939年4月底编入。只有单机训练经验，没有机群训练经验，蒙古草原容易迷航。
  - 歼击航空兵第70团：38架 伊-15比斯与伊-16。
  - 快速轰炸航空兵第150团：29架 SB轰炸机

### 蒙古人民革命军
- 骑兵第6师
  - 骑兵第17团 团长洛冬金·丹达尔（俄语：Лодонгийн Дандар）

### 日军
8月20日前陆续增加
- 第6军：8月4日在海拉尔组建。司令官荻洲立兵中将，参谋长藤本鉄熊（日语：藤本鉄熊）少将。
- 第23師團师团长小松原道太郎中将、参谋长大内孜（日语：大内孜）骑兵大佐/冈本德三（日语：岡本徳三）大佐 
  - 东搜索队：5月12日编成。队长东八百藏中佐，辖步兵第64联队第1大队（大队长田板丰少佐）、第23搜索联队主力和满洲国军兴安骑兵团。
  - 山县支队：5月22日编成。队长山县武光大佐。辖步兵第64联队、第23搜索联队、第23师团自动车队、满州国军兴安骑兵团、第12飞行团等。
  - 步兵第64联队：联队长山县武光大佐
  - 步兵第71联队：联队长冈本德三大佐/长野荣二大佐
  - 步兵第72联队：联队长酒井美喜雄大佐
  - 野炮兵第13联队：联队长伊势高秀大佐。
  - 工兵队队长斋藤勇中佐
    - 第23工兵联队
    - 第8国境守备队速射炮分队
    - 兵站自动车1个中队

  - 第23师团搜索队：队长东八百藏中佐/井置荣一中佐
  - 独立野战重炮兵联队（炮兵团）：由第23师团指挥。团长内山英太郎少将/细勇三郎少将
    - 野战重炮兵第3旅团司令部
    - 野战重炮兵第1联队：联队长三鸠义一郎大佐
    - 独立野战重炮兵第7联队：联队长鹰司信熙大佐
    - 穆棱重炮兵联队联队长染谷义雄中佐
    - 野战高射炮队（山冈部队）：队长山冈重孝中佐
      - 高射炮第10联队第1、2中队
      - 临时高射炮第5、6中队
      - 第13师团第13、14野战高射炮队
- 第7师团须见部队：由第23师团指挥。部队长须见新一郎大佐。
  - 第26联队
  - 第28联队第2大队
  - 第7师团速射炮队2个中队
  - 第7师团自动车1个中队
  - 第8国境守备队速射炮中队
- 第8国境守备队：4579人
- 第6、7、8、9独立守备队
- 安冈支队：6月20日以第1战车团司令部编成，7月10日曾解除；7月15日再次组编。由第23师团指挥。支队长安冈正臣中将
  - 战车第3联队联队长吉丸清武大佐
  - 战车第4联队联队长玉田美郎大佐
  - 步兵第22联队第2大队
  - 独立野炮兵第1联队联队长宫尾干大佐
  - 工兵第22联队
  - 自动车队
  - 高射炮第2联队1个中队。
- 关东军自动车队：由第23师团指挥。2811人。队长田坂专—大佐。
  - 自动车第1联队2个中队
  - 自动车第3联队联队长甲斐隆之助中佐
  - 自动车第4联队
- 野战重炮兵第5、第10联队
- 防疫给水部（即后来的731部队[14]）412人
- 飞行第15战队主力

8月20日后增加
- 第7师团：师团长园部和一郎中将/8月1日国崎登中将
  - 步兵第14旅团旅团长森田范正少将
    - 步兵第26联队
    - 步兵第28联队2个大队
    - 野炮兵第7联队1个大队
- 第2师团：师团长文井藤治中将
  - 步兵第15旅团（8月末参战）：旅团长片山省太郎少将：
    - 步兵第16、30联队
    - 野炮兵第3大队
- 第4师团：8月27日参战
- 第5师团(驻青岛)8月29日调关东军
- 第14师团(驻河南开封、新乡)8月29日调关东军
- 野战重炮兵第4、第9联队
- 第5战车联队。

航空兵
第2飞行集团：驻海拉尔。司令官仪峨彻二中将/寺本熊市中将，辖4个飞行团、10个飞行战队，其中第59战队从武汉调来。先头投入8个战队参加了诺门罕空中作战。随着战事进展，日本陆军投入了36个飞行战队中的18个参战，包括来自日本国内的战斗机第1飞行战队，在朝鲜会宁的战斗机第9战队，在华北、华中、华南的8个飞行战队：轻轰炸战斗第27、轻轰炸战斗第31、战斗机第64、重轰炸第98战队。
- 第12飞行团：5月23日在海拉尔成立，编入第2飞行集团。团长东荣治少将
  - 飞行第11战队：队长野口雄一郎中佐（驻哈尔滨和海拉尔）
  - 飞行第24战队：队长松村黄次郎中佐。
  - 第22、51飞行场大队
- 第9飞行团：5月30日在海拉尔成立，编入关东军第2飞行集团。团长下野一霍少将。
  - 飞行第10战队：队长田副登大佐。驻齐齐哈尔。
  - 飞行第61战队：队长三上喜三大佐。
  - 第9航空地区司令部
  - 第20、48飞行场大队
- 第7飞行团：团长宝藏久雄少将，驻白城子平安镇。
  - 飞行第15战队第1中队（驻将军庙）
  - 飞行第1战队（驻索伦东之德伯斯）战队长原田文男少佐
  - 飞行第12战队（驻公主岭）
  - 第7航空地区司令部
  - 第17、22、36飞行场大队
- 第2航空情报队
- 第2航空通信队
- 第2飞行团
- 第8飞行团
- 第10飞行团
- 第13飞行团
- 白城子教导飞行团

关东军主要人员变化情况是：9月7日关东军司令官梅津美治郎，参谋长饭守骧，参谋副长远藤三郎中将，9月12日尾高鬼藏任第3军司令官。
至年底，关东军辖9个步兵师团（第1、2、4、7、8、11、12、23、24）、7个独立守备队（第1、2、3、7、8、9）、8个国境守备队（第1-8）和航空兵团。

### 满军
满军兴安骑兵师：以兴安骑兵第五团、兴安陆军军官学校教导团为基干，抽调兴安军各蒙古“精锐”士兵临时组建的野战性质部队，共4500多人。师长野村登龟江中将。参谋长后藤外马上校。1939年6月25日在阿尔山集结。受安冈坦克师团指挥。负责左翼一个独立方向作战。1939年7月1日拂晓奉命沿胡鲁斯台河两岸向巴尔其噶尔高地、诺罗高地前进，歼灭苏军一个十几人的侦察队，7月3日在伤亡100余人后夺取喀尔喀河与胡拉斯台河汇流方向高地，展开防御作战。7月4日苏蒙军炮火使得兴安师炮兵团损失了半数装备，人员大量伤亡，失去战斗力。7月5日在苏蒙军炮火轰击下，兴安师大量伤亡，装甲车被毁。苏蒙军炮兵发射的宣传弹把传单撒向兴安师阵地：“不要受日本人欺骗”，“你们快回家吧”，“不要替日本法西斯当炮灰”等蒙语内容动摇了大批蒙古士兵的意志。7月6日兴安师各团发生士兵携械自发大溃退。7月7日兴安师阵地彻底崩溃，师司令部也在三面包围中险些被全歼，在日军一个联队三千多人的支援下才打退了苏蒙军队；前来“参观学习”的蒙古族少年队是由十四五岁各期王公子弟组成，也在保卫师司令部的战斗中伤亡了30余人，“影响不好”就此撤往后方；蒙古人民革命军骑兵第八师用飞机向兴安师阵地撒布传单，号召投诚。兴安师收拢溃兵2600余人，直到7月16日苏蒙军进攻转向日军阵地，兴安师阵地才勉强维持。8月3日晨残存不足两百人的兴安师撤出战场，由于日军对其不信任达到顶点，兴安师余部被全部缴械的情况下回到了后方。战役中日籍军官伤亡202人，士兵伤亡2895人以上，余众多逃亡。7月7日后成股的携带武器的逃兵沿着铁路东走，在白狼车站杀死了王爷庙特务机关前来招抚的贡布扎布中尉；走到归流河车站，王爷庙特务机关派白云航中校前来招抚，为迅速平定事件，解除逃兵顾虑，称其为“归还兵”，要求沿途军警不准阻击扣押，提供食物，只要回王爷庙整编就不咎既往。教导团中士班长小喇嘛率200余人不受招抚，逃到科尔沁右翼中旗为股匪；后经兴安南警备司令达理扎布上校招抚，但于1939年11月在通辽把小喇嘛为首的17人逮捕、判处死刑。
- 骑兵第四团800余人，经历战损和逃亡，仅剩下日籍团长高桥上校以下53人，就此撤销编制。
- 骑兵第五团：团长秦焕章中校，团附德勒格少校，日本顾问吉野少校。7月8日晚上团附德勒格少校、团副官旺吉勒上尉率领一个排在阵地后方草原上伏击消灭了安冈战车师团的4俩补给汽车、8名司机、1名军曹后，投奔了蒙古人民革命军骑兵第8师第23团。蒙古人民革命军用德勒格少校、旺吉勒上尉制作的劝降瓦解传单使用飞机大量向兴安军阵地散发。
- 骑兵第六团：团长洪景祥中校。驻防林东的第三连和机枪连的200余士兵闻讯诺门罕战败，以不堪日本连长打骂为名，由上等兵聚宝等率领，枪杀招抚军官王秀兰上尉，到科尔沁右翼中旗为股匪。后被通辽特务机关长金川大佐派遣洪景祥招抚，诱杀聚宝为首的18人。
- 骑兵第十二团
- 兴安陆军军官学校教导团：金永福上校
- 炮兵团
- 迫击炮团
- 装甲车队
- 少年队
- 野炮营

铃木支队：由第三军管区第三教导团为基干组建约3000人，总兵力3000人，指挥官为铃木少将。该部与石兰支队同期调动后，一直充当二线预备部队，未与苏蒙军正面作战。
石兰支队：石兰斌少将率领以汉族士兵组成的第三军管区独立第一旅约3000人，从齐齐哈尔出发开始就士气低落，接防兴安师的路途中，更是不断受到败逃兴安军同胞“快往回跑吧”的“提醒”，逐渐开始认识“上前线替他们（日军）当炮灰”。8月21日，石兰支队第三教导团第一营在王显、徐春舫的率领下，全营240人杀死日籍军官起义投苏军。其余残部随即被撤出前线，石兰斌被停职。
乌尔金部队：即兴安北警备军，司令官乌尔金中将（蒙古族），军事顾问市村中佐，下辖兴安骑兵第一、二、七、八团，士兵全部为中国蒙古人（包括现在的鄂伦春、达斡尔人）。直接参战600—1000人。5月4日，第八团骑兵第三连同蒙古人民革命军警备队在边境争议地带爆发小规模冲突。日军随即决定将事件扩大化，兴安北警备军骑兵第八团约400人配合关东军东八百藏骑兵联队200余日本骑兵进攻蒙军，蒙古方面在伤亡了30余人之后，于5月15日主动撤向了哈拉哈河西岸。5月28日，日军第23师团发起进攻，试图歼灭开进哈拉哈河东岸的苏蒙联军。乌尔金部第一、二、八团约600人随同山县武光大佐负责指挥的第64联队，协助东八百藏中佐联队参加作战，遭到重创后即撤出战斗，而东八百藏的搜索中队200余人则在哈拉哈河东岸受到重创。 乌尔金各部随后作为辅助部队继续在右翼作战。8月20日辖下骑兵第二、八团曾击退苏蒙军的一次进攻，8月24日残部跟随井置支队撤离。

## 結果
1939年8月中歐洲形勢急劇變化。蘇、日兩方亦在8月底後加緊外交談判。蘇軍雖然在遠東取得戰役的戰略勝利，但無意擴大戰果。雙方於9月16日在莫斯科签署了有关诺门罕战役的停战协议，事件最後以日本退讓，承認現存邊界結束衝突。1940年6月9日蘇、日兩方正式締結協議。最後導致1941年4月13日所簽訂的《蘇日中立條約》。

### 伤亡
日军参战兵力前后相加超过58,000人，实际参战的只有以23师团为核心的25,000余人，其余的部队都是战争末期的8月29日以后才调来的，这些部队实际并未怎么打过仗。关东军第6军的军医部提交给军队高层的报告（并不向公众发表，日本的官方报道说是大胜因此完全不会报道阵亡8,000人）表明了日军的阵亡人数为7,696人、负伤人数为8,647人、下落不明的人数为1,021人。1966年10月12日在日本的靖国神社举行了一场“诺门罕事件战没者慰灵祭”的活动，朝日新闻报道中称战死人数为18,000人。日本历史学家五味川纯平在他1975年发表的著作《诺门罕》中有这样的评论：“对热衷于打了败仗就又遮又盖企图掩人耳目的军政当局来说，有必要把数字过小发表，但是对靖国神社来说，却完全有必要把数字过大发表。”然而这篇报道只是一则不超过30字的未署名的简讯，并非靖国神社的独自公布数字，仍然很值得怀疑是否是记者把伤亡18,000弄成了死亡（靖国神社战后从未进行过排除日本官方数字的独自伤亡调查）。
蘇軍投入約57,000名官兵、500輛坦克及350輛裝甲車；苏联官方统计人員損失為近4,000人阵亡。但據1991年蘇聯解體後解密的檔案顯示，蘇軍真正死亡人數約為8,000人、超過1,000人失蹤，另外16,000人受傷。苏军损失最重的第11坦克旅在7月23日－8月28日间得到了BT-7供应155辆補充，8月20日再投入BT-5和BT-7共计154辆，至8月30日止只剩下38辆可以使用，损毁271輛，一共死伤349名士兵。很多人错误地认为诺门罕战役中苏军的坦克比日军强大出一个数量级甚至还有T-28坦克或T-34坦克，实际参战的苏军坦克均是BT坦克和T-26坦克，装甲也十分輕薄，89式中战车、T-26、BT-7的装甲最厚处分别是17MM，15MM和20MM，雙方撇開冶金技術不談，基本上厚度一樣，而且它们用的汽油机生存力也不如89式的柴油机。战役中出现的最大的坦克是日本97式坦克，但是由於數量甚至不過10輛，對戰況並沒有太大幫助。同样地苏军损失的坦克装甲与松本草平的说法不同，只有極少數被燃烧瓶和坦克击毁，而绝大多数毁于日军反坦克步槍和戰防炮在战斗中日军发现用7.7毫米穿甲弹集中大量射击或是车载13.2机关枪射击即能击穿BT坦克的側面或後方装甲，甚至95式坦克的37毫米炮都有機會击穿苏联坦克的後方装甲。此外松本草平关于苏联紧急进行柴油机改装的说法也是错的，BT-7m要到此战后才生产。战斗中日军发现有苏军将坦克驾驶员锁在车里的行为。
在空中日本雖然贏得了數量上的勝利，但是仍然遭受了飛行員的慘痛損失，諾門罕中死亡的最高階軍官為加藤敏夫中佐，最高戰績篠原弘道擊落58架。日軍97式戰鬥機與蘇軍的I-15戰鬥機以及I-16戰鬥機交戰中，在這兩次衝突中日本宣稱擊落了蘇聯1,252架飛機（蘇聯資料中被擊落的飛機僅有200架），苏军宣称击落646架日机，而日本陸軍承認損失是遭擊落與重損共157架（未歸還機與被擊落機64架，其中97式戰機51架，53名駕駛戰死）。97式戰機的良好迴轉性獲得證明並在初期與蘇軍對戰時獲得優勢，但是第二次戰爭時蘇軍的I-16所使用的一擊脫離戰術已經開始有效的剋制迴轉攻擊的效果，並帶給老練飛行員大量的傷亡，使日本陸軍開始開發重視速度及火力的重型戰鬥機，最著名成果之一即為二式單座戰鬥機，而且和日本海軍零式艦上戰鬥機的無防護相較日本陸軍也開始給戰鬥機配備防彈油箱及防彈鋼板等。蘇軍戰死的最高階飛行員為格拉斯金少校和紮巴耶夫少校。
二战后有记者采访朱可夫将军，问及一生中最艰难的时刻时，他回答是哈拉哈河战役。朱可夫对日军的评价是下级军官很优秀，战斗很狂热，但是越往高层越烂，特别是含金汤匙出生的高级将领只能用无能形容。另外曾在GRU任职参与过该战役的瓦西里·诺沃布拉涅兹上校在回忆中认为苏军的战斗有很多缺陷，是靠巨量的人力伤亡和兵器优势打胜的。如苏军弹药消耗达到31,000吨，相当于库尔斯克战役消耗量的15%。日军方面7月攻势中82门师属火炮储备了30,000发炮弹用于进攻，平均每门炮备弹366发，大致是平均每门炮30%会战份，弱于1937年在中国战场平均每门炮约50%会战份弹药的标准。
1939年9月15日双方簽署了停火協議，並於翌日9月16日生效，日本同意尊重蒙古聲稱的邊界。朱可夫贏得了勝利，他被蘇聯獎賞為第一功臣，同時被晉升為上將軍銜。
1939年12月20日日本关东军司令部从满洲里接回了被俘的官兵。军官回来后，全部被勒令自杀；士兵审查3个月后，开赴满洲深山老林，编入日本开拓团裡，与外界隔绝。满洲国兴安军中被俘的3名日本军官，两名中尉服毒自杀。有一名佐藤上尉不愿自决，军法上尉和宪兵团长在他的房间里摆上酒席，一直劝到深夜。次日凌晨，佐藤上尉自杀，留下一封遗书。

### 戰后影響
諾門罕戰役是自日俄戰爭以來，在二戰期間日蘇兩國發生的最大規模的戰爭。相對於第二次世界大戰其他戰役，哈拉哈河戰役是一場不為經傳的戰事，但是它對二戰的局勢發展卻有非常深遠的影響。
日本軍事戰略中所謂的「北進」及「南進」兩個截然相反的戰略方向，「北進」是日本针对苏联的战略部署，而「南進」则是日本为确保东南亚石油等资源的通道而针对美国的战略部署。諾門罕戰役的失利，一改日俄戰爭以來日本对俄國形成的固有觀念，使得日本决策者不得不重新評估蘇聯軍事實力以及擱置「北進」計劃，轉而掉頭實行「南進」計劃，最終引發了太平洋戰爭。
對獲勝的蘇聯方面來説，諾門罕戰役的勝利解除了來自遠東方面的威脅。蘇德戰爭爆發前夕的1941年4月13日蘇聯與日本在莫斯科簽署的蘇日中立條約，使得蘇聯在蘇德战争爆發之後，得以將遠東部隊調往西綫作戰，從而使蘇聯在整個二戰期間避免了兩綫作戰。
諾門罕戰役的勝利，也使蘇聯進一步鞏固了對外蒙古的控制，並為以後的「雅爾達協議」中確立和維持蒙古人民共和國國家現狀以及最終獨立奠定了基礎。
日蘇停戰後，成立了旨在明確邊界綫的委員會，至1940年8月，完成了满蒙邊界的界標和界柱的劃分。諾門罕地區的邊界綫基本就是以蘇蒙所主張的“河東界綫”划定。二戰後遠東國際軍事法庭根據1940年满蒙締結的劃界協定，認爲沒有必要重新確定邊界綫。
而在日本国内，受诺门坎战役失败以及苏德两国签署互不侵犯条约的影响，时任日本首相平沼骐一郎在1939年8月30日宣布内阁总辞，在平沼内阁担任陸軍大臣兼对满事务局總裁的板垣征四郎也随之下台。1939年9月7日，關東軍司令官植田謙吉大将下台，由梅津美治郎继任。

### 相关作品
- 日本防衛廳防衛研修所戰史室於1966年至1980年間編纂的《戰史叢書》中，第27卷《関東軍（1）対ソ戦備・ノモンハン事件》（关东军第一辑 对苏战备·诺门罕事件）。
- 日本電影導演山本薩夫1973年拍攝《戰爭與人間》系列電影的第三部「完結編」。
- 村上春樹1994年的著作《發條鳥年代記》中，有關於此戰役的描寫。此外村上創作本作的契機，也是因為在普林斯頓大學圖書館讀到此戰役相關文件之故。
- 2011年末上映的韓國電影《登陸之日》有此战役的场面。
- NHK特集《诺门罕 无责任的战斗》（日语：ノモンハン 責任なき戦い，2018年播出）
- 2020年電影役無反顧描述哈拉哈河戰役。

### 關於諾門罕戰役的圖片

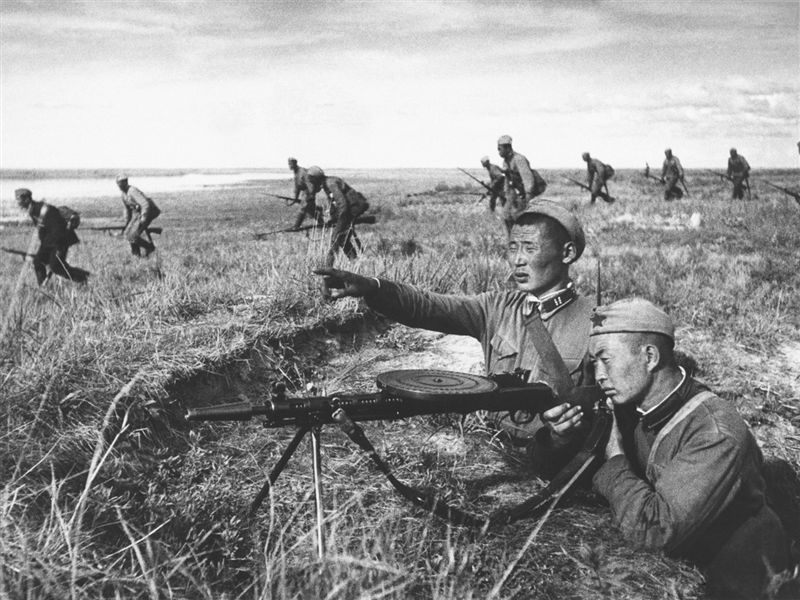
諾門罕戰役中的蒙軍士兵
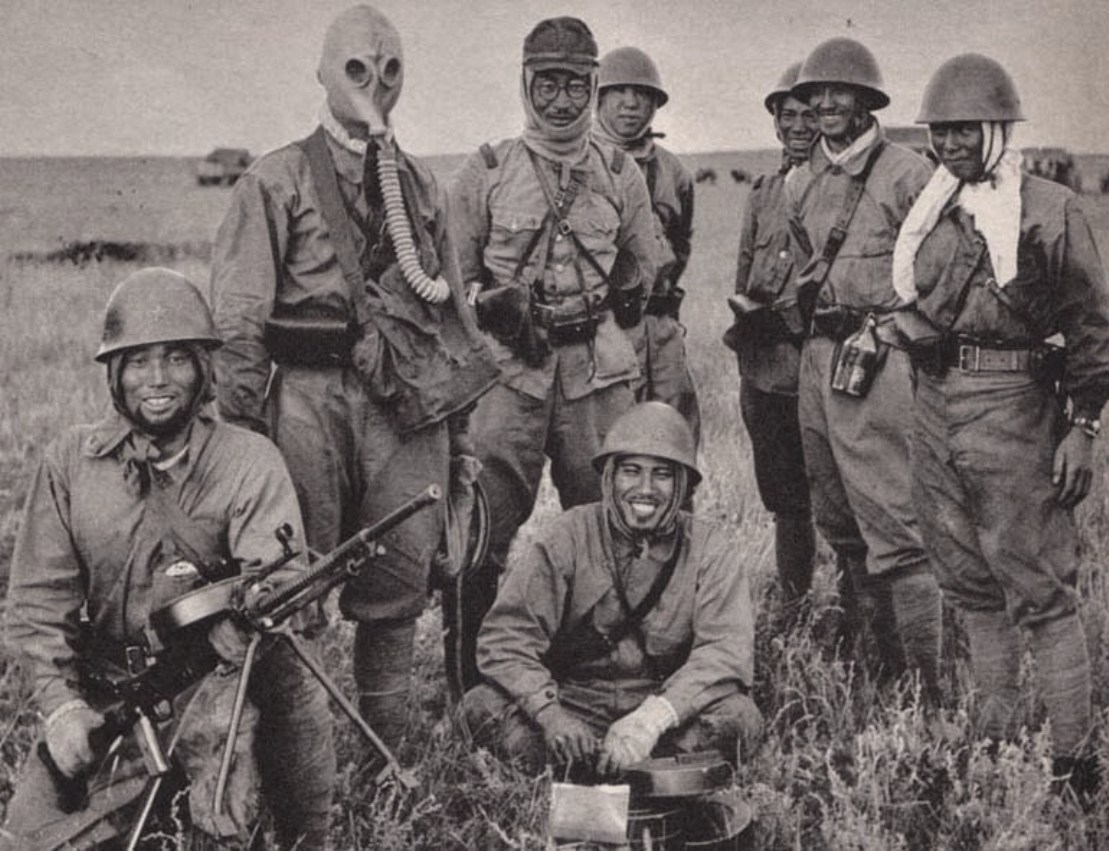
諾門罕戰役中的日軍士兵
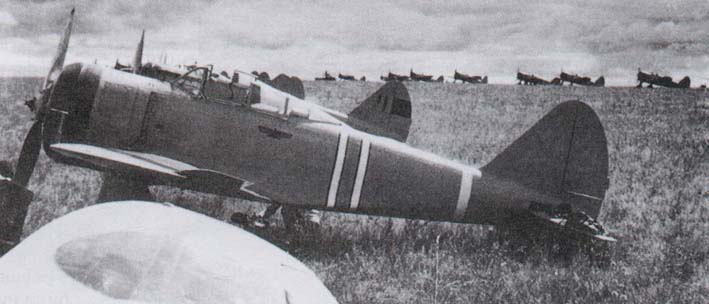
諾門罕戰役的九七式戰鬥機
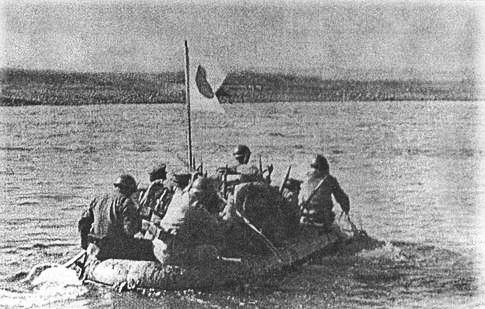
日軍士兵正在渡過哈拉哈河
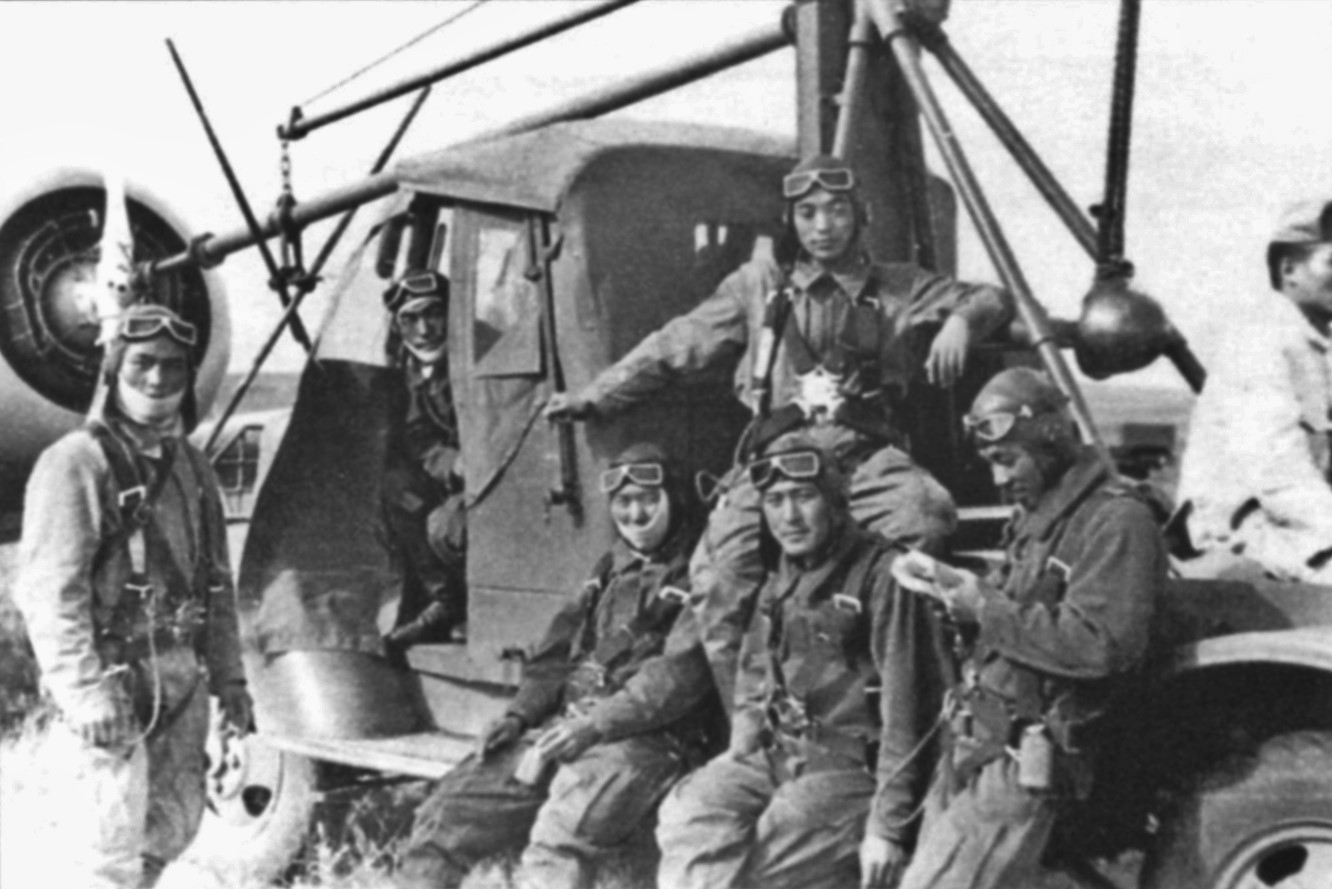
攻擊間隔的日軍飛行員
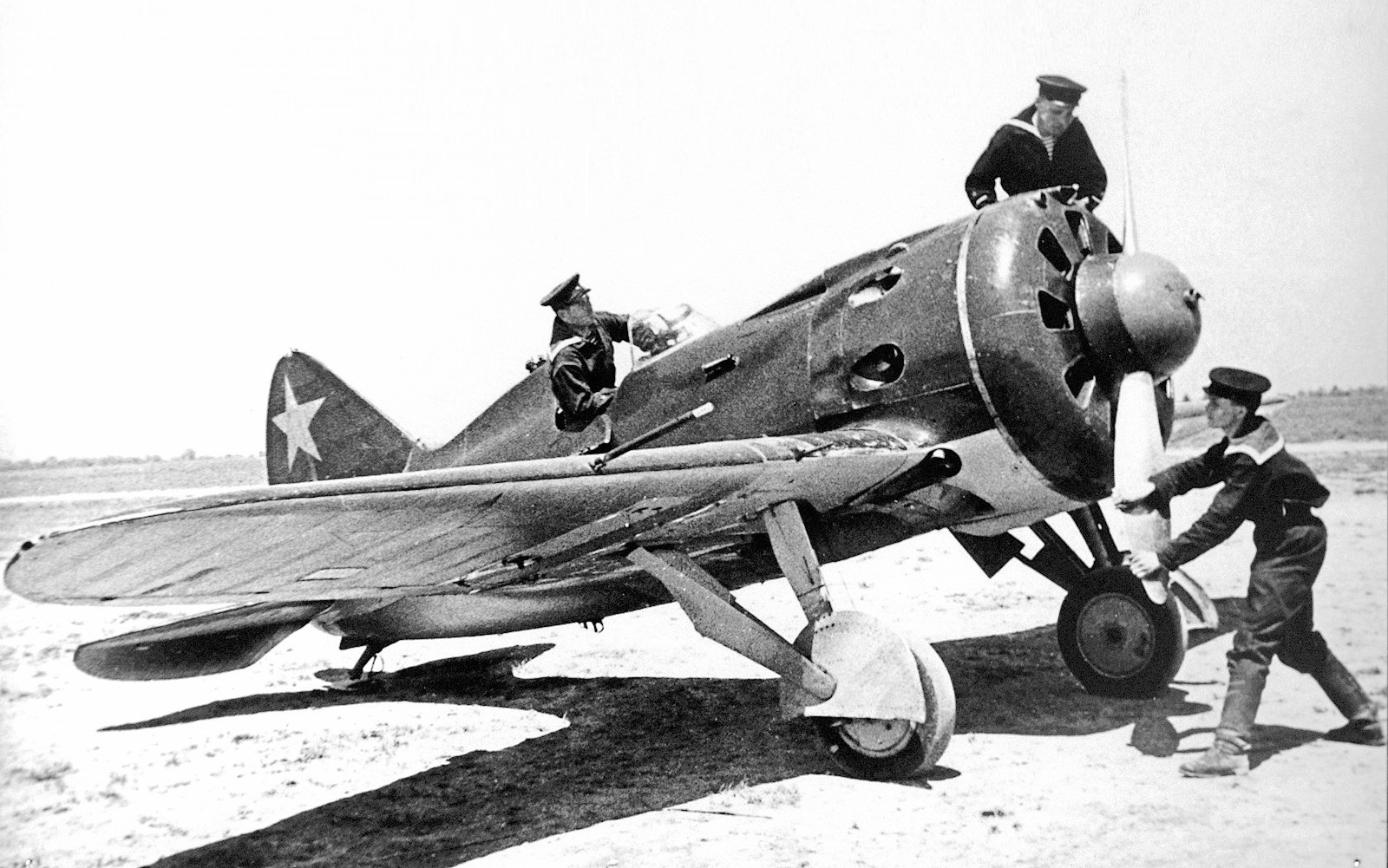
蘇軍玻利卡爾波夫I-16軍機
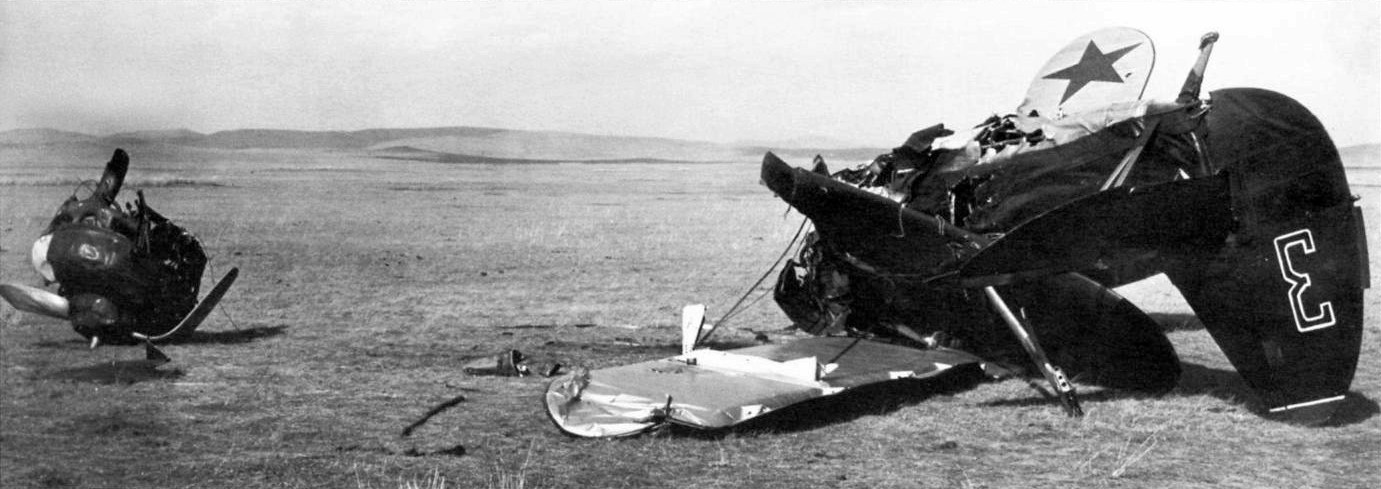
被毀壞的蘇軍軍機
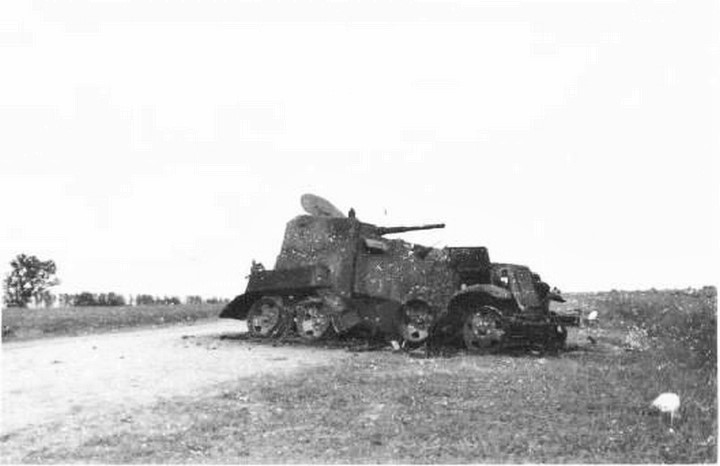
被毀壞的蘇軍BA-10裝甲車
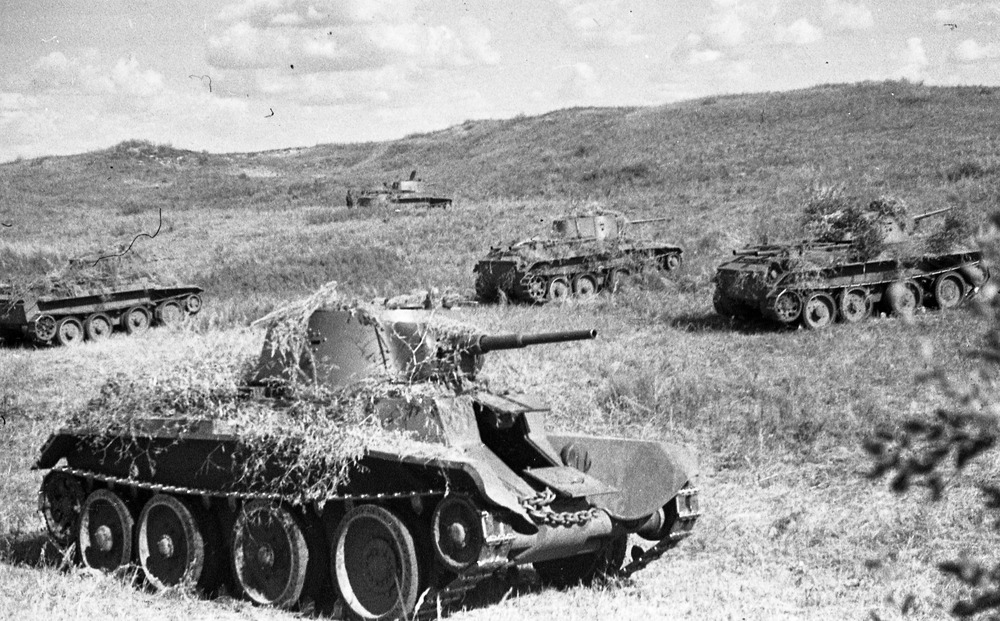
參戰的蘇軍BT坦克
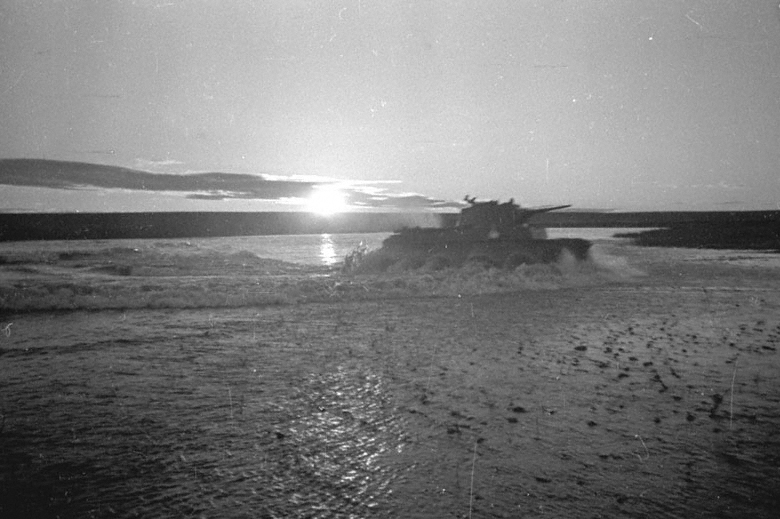
蘇軍坦克渡過哈拉哈河
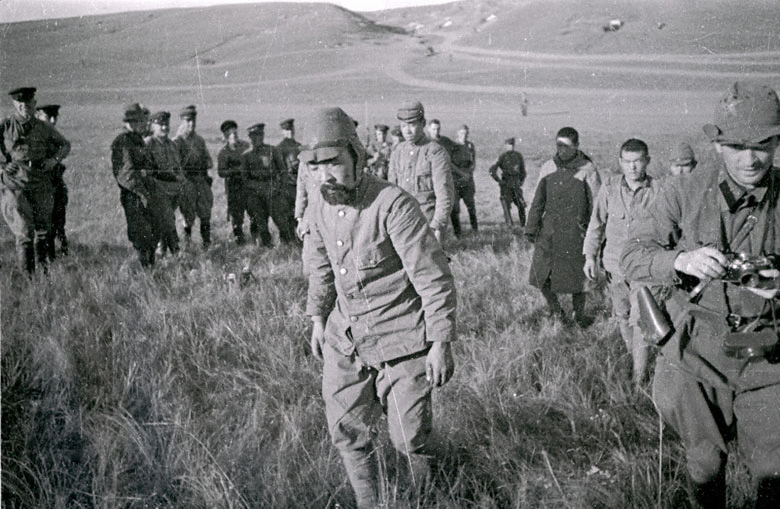
被俘虜的日軍士兵
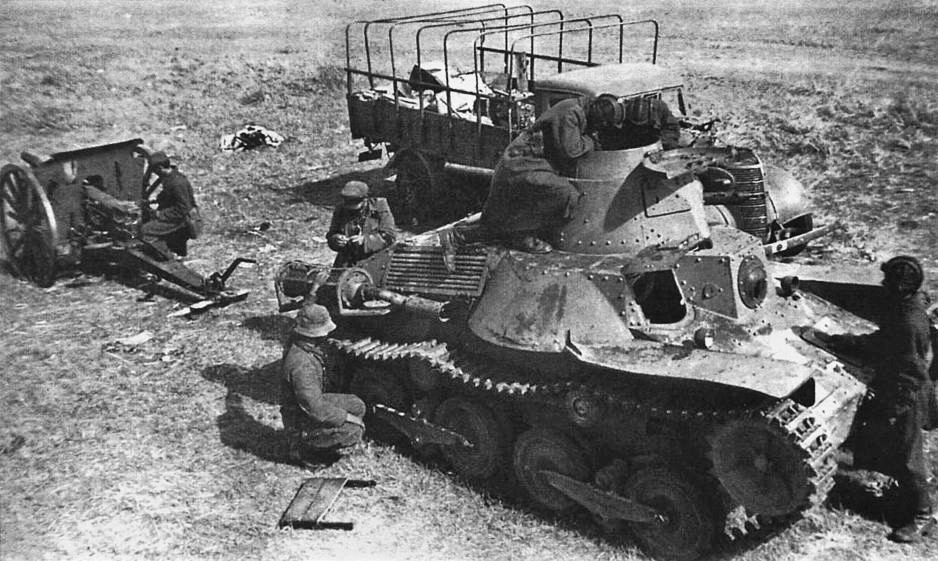
被蘇軍俘獲的日軍九五式輕戰車，圖片攝於諾門罕戰役後
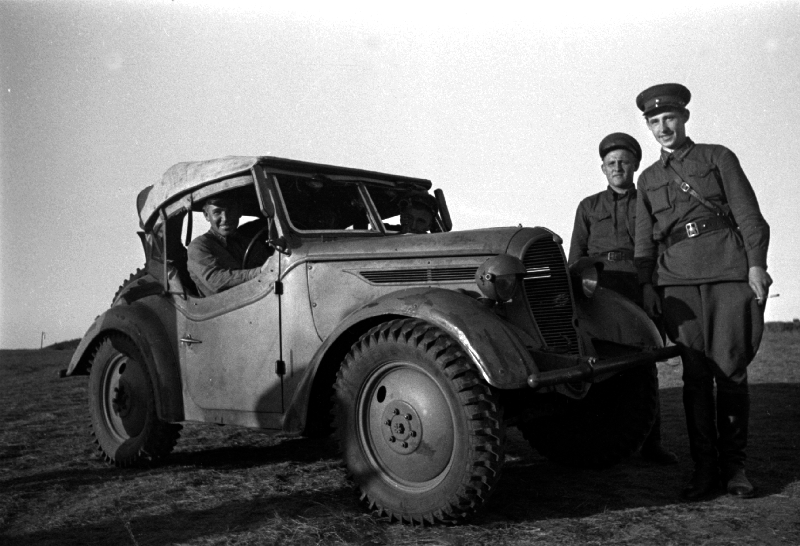
被俘獲的九五式小型乘用車
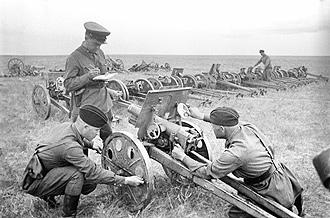
被俘獲的日軍九二式步兵炮
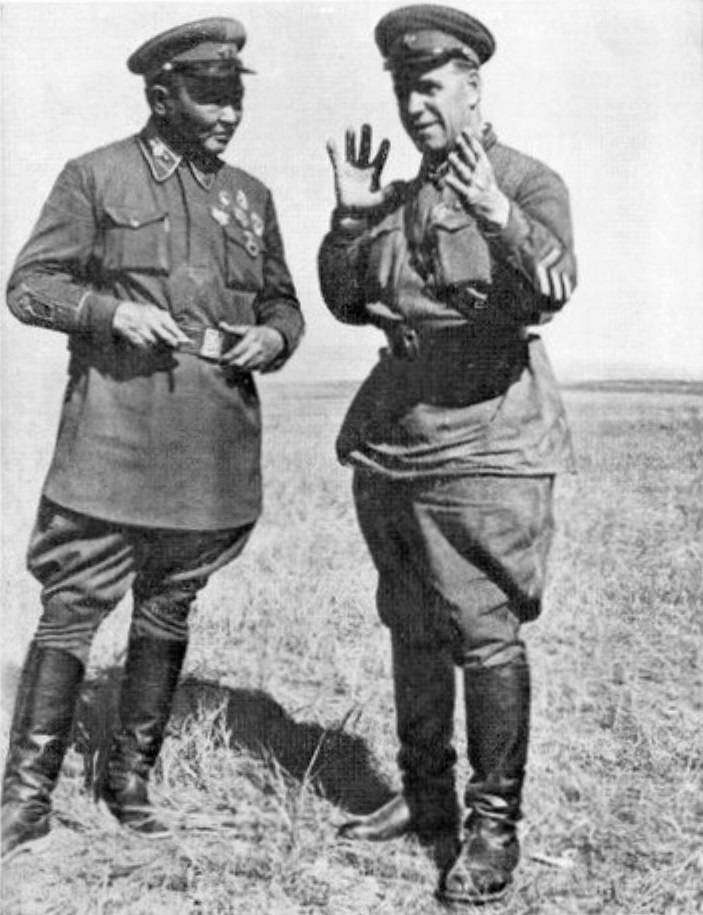
朱可夫（右）同乔巴山（左）合影
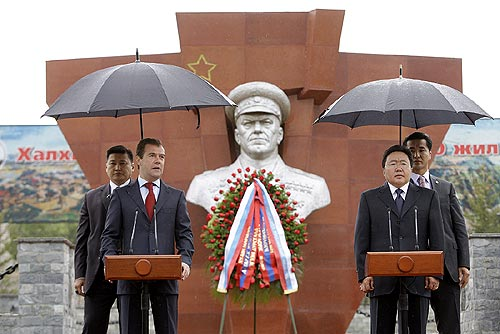
2009年8月俄蒙兩國領導人德米特里·梅德韦杰夫（左）與查希亚·额勒贝格道尔吉（右）在烏蘭巴托出席諾門罕戰役70周年紀念儀式

## 脚注
1. ↑  航空部隊、兵站関係部隊等を除く。マクシム・コロミーエツ「ノモンハン戦車戦」による。直接の引用は中山隆志「ノモンハン事件の教訓」
2. ↑  中山隆志「ノモンハン事件の教訓」[1]
3. ↑  "Grif sekretnosti sniat': poteri Vooruzhennykh Sil SSSR v voynakh, boevykh deystviyakh i voennykh konfliktakh", pod oshchey redaktsiey G. F. Krivosheeva. (Moskva: Voennoe izd-vo, 1993, ISBN 5-203-01400-0). pp. 77-85.
4. ↑  "Nomonhan: Japanese-Soviet Tactical Combat, 1939. Leavenworth Papers №2. by Edward J. Rea""Nomonhan: Japanese-Soviet Tactical Combat, 1939. Leavenworth Papers №2. by Edward J. Rea" Combat Studies Institute, fort Leavenworth, Kansas, 1981
5. ↑  Glantz, David M., and Jonathan House. When Titans Clashed: How the Red Army Stopped Hitler. (Lawrence, Kansas: UP of Kansas, 1995. ISBN 0700608990 p. 14)
6. ↑  半藤 1998，第45頁.
7. 1 2  森松俊夫著,黄金鹏译 《日军大本营》，军事科学出版社，1985年版，ISBN：5291·027
8. ↑  防卫厅防卫研究所战史室：《关东军〈1〉对苏战备诺门罕事件》，朝云新闻社，1969年版
9. ↑  日本历史学会：《太平洋战争史》。商务印书馆中译本1959年版，第1卷第226页。
10. ↑  半藤 1998，第151-152頁.
11. ↑  半藤 1998，第180-182頁.
12. ↑  半藤 1998，第190頁.
13. ↑  JACAR(アジア歴史資料センター)Ref.C01003493100、昭和１４年 満受大日記（密）第１５号(防衛省防衛研究所)
14. ↑  武凌宇. . 平型关杂志. 2018-09-18  [2022-08-25]. （原始内容存档于2022-08-25）.
15. ↑  金琦：《诺门罕战争中王显、徐春舫率营起义》
16. ↑  周子越. . 2019-12-02  [2022-09-26]. （原始内容存档于2022-09-28） （中文（中国大陆））.
17. ↑  昭和史探訪，第 3 卷 P64
18. ↑  参謀辻政信・伝奇 P60
19. ↑  .   [2014-01-27]. （原始内容存档于2011-01-30）.
20. ↑  Coox 1990:437, 993
21. ↑  人命軽視のソ連軍　～　ノモンハン事件
22. ↑  BA-3, BA-6, and BA-9 Armored Car，The Russian Battlefield（1998年）： （页面存档备份，存于），UTC時間2006年5月18日 17:40更新。

## 外部連結
- 諾門罕戰役影片（页面存档备份，存于）
- 日星大碰撞--諾門罕的空中作戰（页面存档备份，存于）
- 美軍聯兵研究圖書館（Combined Arms Research Library）之文章（页面存档备份，存于）（英文）
- 戰史　滿蘇國境紛争　諾門罕事件（日語）
- 諾門罕戰役（日語）
- 諾門罕事件概略（页面存档备份，存于）（日語）
- [ 宮崎正弘　世界紀行　諾門罕現場和圖片]（日語）
- 檢證《日本騎兵史》（下卷）騎兵第27聯隊：諾門罕事件（日語）
- 哈拉哈河战役（日語）